# Suchodolowka
Suchodolowka (russisch Суходоловка) ist ein Dorf (derewnja) in der Oblast Kursk in Russland. Es gehört zum Rajon Prjamizyno und zur Landgemeinde (selskoje posselenije) Djakonowski selsowjet.

## Geographie
Der Ort liegt gut 18 km Luftlinie südwestlich des Oblastverwaltungszentrums Kursk im südwestlichen Teil der Mittelrussischen Platte, 1,5 km südwestlich des Rajonverwaltungszentrums Prjamizyno, an der nördlichen Grenze vom Sitz des Dorfsowjet – Djakonowo, 70 km von der Grenze zwischen Russland und der Ukraine, im Becken des Seim (linker Nebenfluss der Desna).

### Klima
Das Klima im Ort ist wie im Rest des Rajons kalt und gemäßigt. Es gibt während des Jahres eine erhebliche Niederschlagsmenge. Dfb lautet die Klassifikation des Klimas nach Köppen und Geiger.

## Bevölkerungsentwicklung
| Jahr | Einwohner |
| ---- | --------- |
| 2002 | 490       |
| 2010 | ▲645      |

Anmerkung: Volkszählungsdaten

## Verkehr
Suchodolowka liegt 12 km von der Fernstraße föderaler Bedeutung M2 „Krim“ (ein Teil der Europastraße E105), an den Straßen regionaler Bedeutung 38K-017 (Kursk – Lgow – Rylsk – Grenze zur Ukraine) und 38K-004 (Djakonowo – Sudscha – Grenze zur Ukraine), 3 km von der nächsten Eisenbahnhaltestelle 439 km (Eisenbahnstrecke Lgow-Kijewskij – Kursk) entfernt.
Der Ort liegt 120 km vom internationalen Flughafen von Belgorod entfernt.